# Краљевски дворац у Казерти
Краљевска палата у Казерти (итал. Reggia di Caserta) бивша је краљевска резиденција у граду Казерта, изграђена за бурбонске краљеве Напуља. Била највећа палата и вероватно највећа грађевина у Европи подигнута у 18. веку. Године 1996. године, палата у Казерти, је заједно са својим деловима — Ванвителијевим аквадуктом и фабричким комплексом Сан Леуцо, уврштена на УНЕСКО-в списак Светске баштине у Европи као „монументални комплекс који је био покушај бурбонског краља Карла III да оживи сјај Версајског дворца и Краљевског дворца у Мадриду. Јединствен је у томе што је спојио величанствену палату са парком и вртовима, али и природном шумовитом околином, ловачким ложама и фабриком свиле. Тако је, просветитељски ненаметљиво, својом материјалном формом палата уклопљена у околину.“

## Историја
Изградња дворца је започела 1752. године за Карлоса III Напуљског, који је блиско сарађивао са својим архитектом Ванвителијем. Карло је желео да изгради дворац као нову административну престоницу Напуљског краљевства које ће штитити двор од могућих напада с мора, којима је била изложена у Напуљу. Краљ је одлучио да дода и позориште, велику библиотеку и универзитет.
Ванвителијевим плановима, није успео да преспава нити једну ноћ у дворцу јер је морао да абдицира 1759. године, како би преузео шпански престо, те је изградња дворца настављена за његовог трећег сина престолонаследника, Фердинанда IV. Ванвители је преминуо 1773. године а изградњу је наставио његов син Карло, до његовог коначног завршетка 1780. године.
Становништво Старе Казерте (Caserta Vecchia) је премештено на неких 10 км² како би било на располагању дворцу, а фабрика свиле у одмаралишту Сан Леуцо је прерушена у павиљон парка. Планирана је и монументална авенија, дуга 20 км², која је требало да споји Напуљ са дворацем, али тај план никада није реализован.
1945. године дворац је био место потписивања прве предаје немачких снага у Другом светском рату. Немачке снаге су бројиле око 600.000—900.000 војника распоређених на италијанском фронту и деловима Аустрије.

## Одлике
Палата има квадратичан план размера 274х184 м². Све четири стране су спојене с октагоналним крацима с којима чине четири унутрашња дворишта, од којих свако има више од 3.800 м². Иза фасада ових идентичних сегмената који чине четвороструко двориште, издижу се грађевине за свакодневне намене, тако је леви крак служио као барака, те је у Другом светском рату служио као прихватилиште.
Као политички, али и друштвени шаблон, Ванвителију је био Версајски дворац, која је иако потпуно другачија изгледом, на сличан начин, на сличан начин решила проблеме краљевске ложе и старања за краља, те смештај двора и владе у једну масивну грађевину која је својом друштвеном организацијом заправо мали град који у барокном начелу ”la nature forcée“ жели да преуреди природу. Као шаблон коришћене су и Краљевски дворац у Мадриду Филипа V архитекта Филипа Јувара, у којој је Карло одрастао, и дворац Шарлотенбург. Пространи октагонални вестибук је инспирисан црквом Базилика ди Санта Марија дела Салуте из Венеције, док се краљевска капела упоређује с краљевском капелу Версају архитекте де Котеа. Од свих грађевина које су следиле изглед Версајског дворца, Ређа ди Казерта јој највише личи: од непрекидног низа балустрада, уз повремени прекид неким павињоном с другом, идентичном фасадом. Попут Весалијеса, велики аквадукт (Ванвителијев аквадукт) је морао да буде изграђен како би се водом намириле бројне фонтане и базени. Попут свог француског модела, и дворац у Казерти је изграђен да осигура владару барокну моћ.
Новина у Казерти је та што изнад краљеског спрата (piano reale) постоји још један подједнаке вредности и усавршености. На крају се у дворцу налазило 1.200 соба, двадесетак државних апартмана и краљевско позориште изграђено по узору на Театро Сан Карло у Напуљу. Архитектура касно-барокних салона, у којима је била смештена, одражавала је државно богатство. У дворцу су се налазиле и стамбене просторије за краљевску породицу, али и бирократски уреди владе, државна библиотека, универзитет, државно позориште; све удаљено од нереда и буке преактивног Напуља. Поред тога, овај дворац је имао и предност што је удаљен од мора, што га је чинило лакше брањивом од оне у Напуљу. У ту сврху је краљевски горнизон био смештен унутар њених зидина.
Велика улазни пут за кочије је данас укључен у путну мрежу Напуља. Индустријски комплекс Белверде (у одмаралишту Сан Леуцо), за производњу свиле, је такође изванредан пример учвршћења идеалистичких принципа којима је желела да се истакне организована и уређена држава.

## Парк
Врх палате је типичан пример продуженог дворишног врта двораца, те се протеже на 120 хектара, делом на брдовитом терену. Инспирисан је Версајским парком, али се чак сматра лепшим. Парк започиње од стражње стране дворца која закривљује дугу алеју вештачких фонтана и каскада. У горњем делу се налази енглески врт Карла Ванвителија и дизајнера вртова који се школовао у Лондону, Џона Грефера из 1780. године. То је један од првих континенталних примера ”енглеског врта“ са свим својим натуралистичким одликама.
Свака фонтана и каскада у интервалима пуни један плитки базен ("vasca") уз дуги и правилни канал који тече према хоризонту, за чију је архитектуру и хидраулику заслужан Луиђи Ванвители. Оне су:
- Фонтана Дијане и Актеона (скулптуре Паоло Периско, Брунели, Пјетро Солари);
- Фонтана Венере и Адониса (1770—1780.);
- Фонтана делфина (1773—1780.);
- Еолова фонтана;
- Фонтана Церера.

Велики број фигура по класичним античким моделима су дело Гајетана Саломонеа и његове радионице.

## На филму
Дворац у Казерти је био сцена за многе филмове, попут Звездани ратови — епизода I: Фантомска претња и наставку Звездани ратови — епизода II: Напад клонова, те Немогућа мисија 3 (уместо Ватикана) и Анђели и демони.

## Галерија
- Мурал на зиду у соби с престолом
- Октагонални вестибул
- Једно од четири октагонална атријума дворца
- Енглески врт
- Фонтана Дијане и Актеона